# 哈赖斯德拉贝拉
哈赖斯德拉贝拉（西班牙語：Jaraíz de la Vera）是西班牙埃斯特雷马杜拉卡塞雷斯省的一个市镇。总面积63平方公里，总人口6644人（2001年），人口密度105人/平方公里。